# Ян Валері
Ян Валері (фр. Yan Valery, араб. يان فاليري; нар. 22 лютого 1999, Шампіньї-сюр-Марн) — французький та туніський футболіст, захисник клубу «Анже».
Виступав, зокрема, за клуби «Саутгемптон» та  національну збірну Тунісу.

## Клубна кар'єра
Народився 22 лютого 1999 року в місті Шампіньї-сюр-Марн. Вихованець юнацьких команд футбольних клубів «Шампіньї», «Ренн» та «Саутгемптон».
У дорослому футболі дебютував 2018 року виступами за команду «Саутгемптон», в якій провів три сезони, взявши участь у 37 матчах чемпіонату. 
Протягом 2021 року захищав кольори клубу «Бірмінгем Сіті».
Своєю грою за останню команду знову привернув увагу представників тренерського штабу клубу «Саутгемптон», до складу якого повернувся 2021 року. Цього разу відіграв за клуб з Саутгемптона наступний сезон своєї ігрової кар'єри.
До складу клубу «Анже» приєднався 2022 року. Станом на 24 березня 2023 року відіграв за команду з Анже 20 матчів в національному чемпіонаті.

## Виступи за збірні
У 2015 році дебютував у складі юнацької збірної Франції (U-17), загалом на юнацькому рівні взяв участь у 8 іграх.
У 2023 році дебютував в офіційних матчах у складі національної збірної Тунісу.
| Дата      | Місто         | Господарі | Результат | Гості | Турнір                                  | Голи | Примітки |
| --------- | ------------- | --------- | --------- | ----- | --------------------------------------- | ---- | -------- |
| 27-9-2022 | Париж         | Бразилія  | 5 – 1     | Туніс | товариський матч                        | -    | 87'      |
| 24-3-2023 | Туніс (місто) | Туніс     | 3 – 0     | Лівія | Відбір до Кубка африканських націй 2023 | -    | 81'      |
| 20-6-2023 | Аннаба        | Алжир     | 1 – 1     | Туніс | товариський матч                        | -    |          |
| Усього    |               | Матчів    | 3         |       | Голів                                   | 0    |          |